# Прокуратура Нагорно-Карабахской Республики
Прокуратура непризнанной Нагорно-Карабахской Республики является единой системой, которую возглавляет Генеральный прокурор непризнанной республики. Генерального прокурора по представлению Президента Республики большинством голосов от общего числа депутатов назначает Национальное Собрание сроком на шесть лет. Одно и то же лицо не может назначаться Генеральным прокурором более чем два раза подряд. Генеральный прокурор не может занимать должность в государственных органах или органах местного самоуправления или в коммерческой организации, заниматься предпринимательской деятельностью, выполнять иную оплачиваемую работу, кроме научной, педагогической и творческой. Генеральный прокурор не может быть членом какой-либо партии. В установленных законом случаях по предложению Президента Республики Национальное Собрание большинством голосов от общего числа депутатов может отозвать Генерального прокурора от должности.

## Функции
Прокуратура в установленных законом случаях и порядке:
- осуществляет и отменяет уголовное преследование;
- осуществляет надзор за законностью дознания и предварительного следствия;
- поддерживает обвинение в суде;
- осуществляет в суде иск по защите интересов государства;
- опротестовывает решения, приговоры и постановления судов;
- осуществляет надзор за законностью применения наказаний и других форм принуждения;

Прокуратура действует в пределах полномочий, предоставленных ему Конституцией, на основе закона.

## Наши дни
Генеральным прокурором НКР является Аршавир Гарамян. 12 июля 2010 он стал членом Международной ассоциации прокуроров. 16 июля 2010 была проведена коллегия прокуратуры НКР, посвященная результатам работы в первом полугодии 2010 г. Заместители генпрокурора и начальники отделов выступили с докладами о проделанной в отчетный период работе. Заслушав их, Гарамян отметил, что хотя по результатам полугодия ощутима тенденция к уменьшению количества преступлений, однако поводы для беспокойства у правоохранительных органов есть. В частности, он подчеркнул необходимость регистрации всех без исключения преступлений и усиления прокурорского контроля над этим процессом. Обобщая работу коллегии, генпрокурор отметил, что между правоохранительными органами республики сформировалась благоприятная атмосфера сотрудничества, и это дает прекрасную возможность для достижения большей эффективности в борьбе с преступностью. 11 февраля 2011 г. состоялась встреча Президента Бако Саакяна с сотрудниками прокуратуры непризнанной республики, в ходе которой были обобщены результаты 2010 года и запланированные планы на 2011 год. Глава государства в своем слове дал удовлетворительную оценку деятельности прокуратуры в 2010 году, но при этом отметил, что еще многое предстоит сделать. Особое внимание было уделено кадровой политике. Бако Саакян подчеркнул, что сотрудники прокуратуры должны с большей строгостью и ответственностью относиться к выполнению своих служебных обязанностей, и те, кто явно не соответствуют занимаемой должности, будут безоговорочно освобождены от работы. Президент также затронул вопросы укрепления материально-технической базы прокуратуры, отметив необходимость наличия соответствующих современным стандартам лаборатории судебных экспертиз и судебно-медицинского центра.